# 9014 Svyatorichter
9014 Svyatorichter eller 1985 UG5 är en asteroid i huvudbältet som upptäcktes den 22 oktober 1985 av den sovjetisk-ryska astronomen Ljudmila Zjuravljova vid Krims astrofysiska observatorium på Krim. Den är uppkallad efter pianisten Svjatoslav Richter.
Asteroiden har en diameter på ungefär 4 kilometer.